# Добровольческая армия в Харькове

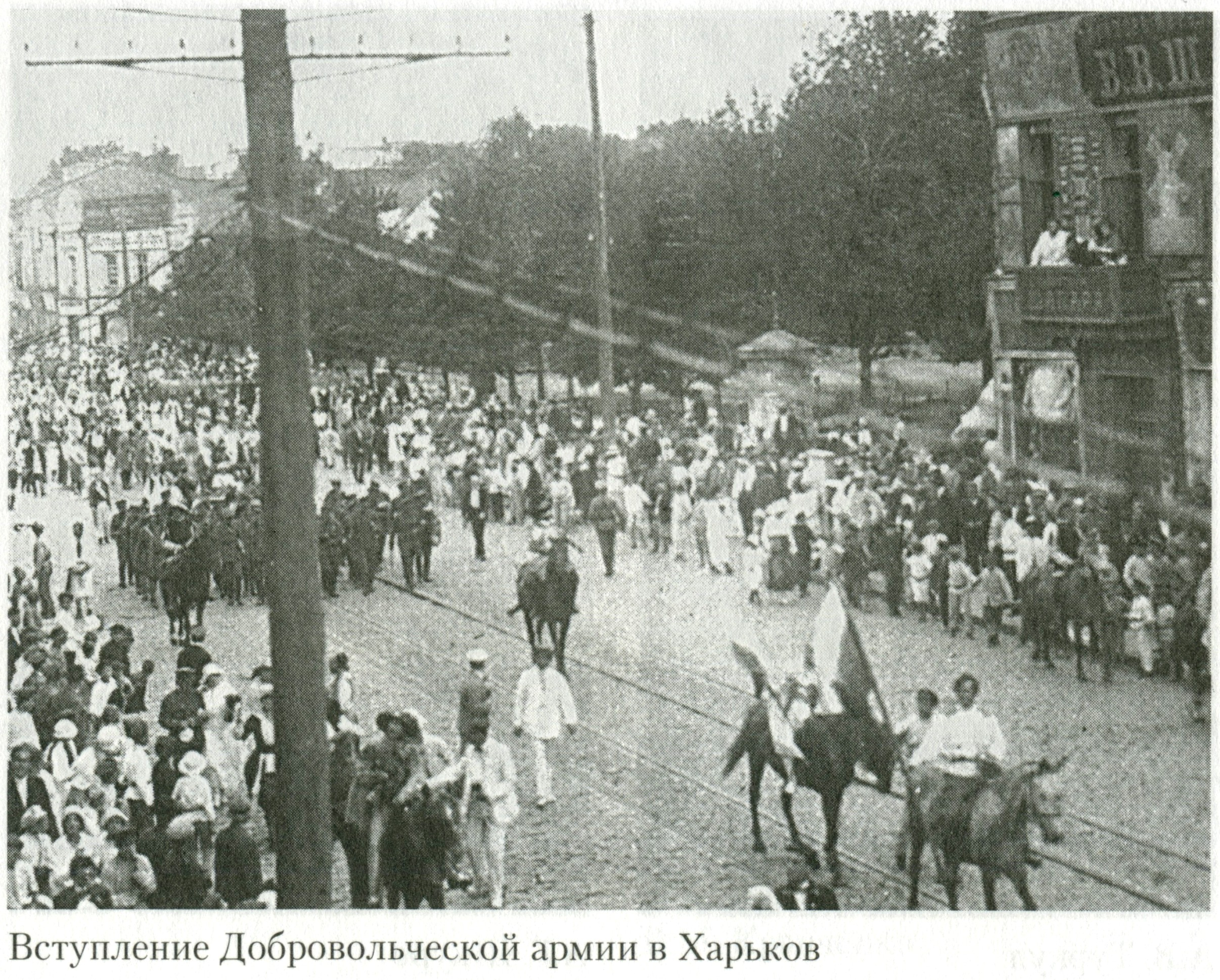
Вступление Добровольческой армии в Харьков 25 июня 1919 года по улице Екатеринославской

Добровольческая армия в Харькове — комплекс событий в истории Харькова в годы Гражданской войны, связанных с пребыванием в Харькове основных сил, резервов, формирующихся частей, а также штабов и тыловых учреждений Добровольческой армии в период с 24 июня по 12 декабря 1919 года.

## Взятие Харькова дроздовцами и вступление Добровольческой армии в город
Ко второй половине июня 1919 года основные силы Добровольческой армии под командованием генерала В. З. Май-Маевского вплотную приблизились к Харькову, занятому Красной армией, и начали готовиться к штурму. Основное наступление на город развивалось силами 1-го армейского корпуса генерала А. П. Кутепова с юга и юго-востока. С 20 июня на подступах к городу завязались бои у железнодорожной станций Лосево, а затем в районе Паровозостроительного завода (нынешнего завода им. Малышева). В это же время силы красных заняли оборону у станции Основа, несколько атак белых на станцию оказались отбиты. Большие потери понёс сводно-стрелковый полк Добровольческой армии.

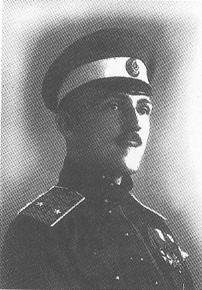
Командир дроздовцев полковник А. В. Туркул, части которого отличились при взятии Харькова 24-25 июня 1919 года

Решающую роль в прорыве обороны Харькова сыграли Дроздовские части 1-го армейского корпуса под командованием полковника А. В. Туркула, переброшенные под Харьков по железной дороге из района Изюма и Балаклеи. Высадившись 23 июня 1919 года из вагонов за несколько километров до крупной узловой станции Основа, дроздовцы 24 июня с утра атаковали позиции красных у станции, опрокинули их, и преследуя отступающих по железнодорожной ветке до станции Харьков-Левада, перешли реку Харьков по деревянному мосту у харьковской электрической станции. Перейдя мост, силы белых вошли в центральную часть города по улице Кузнечной.

Белая кавалерия на улицах Харькова

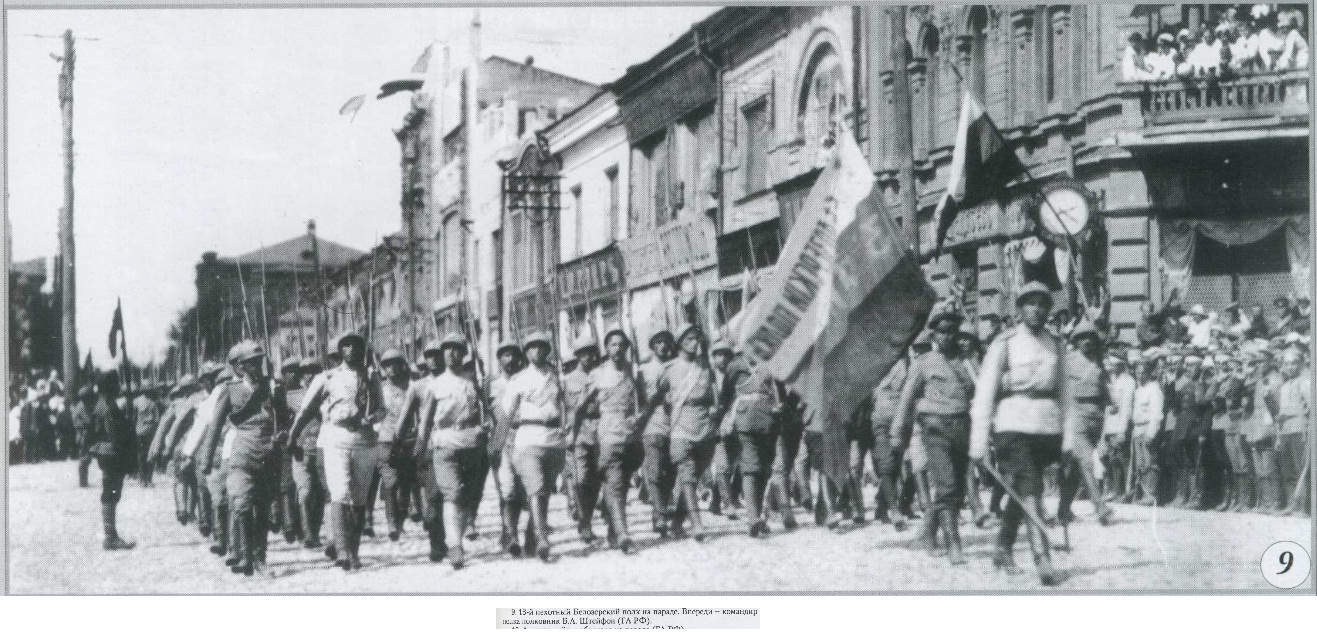
Белозерский полк на параде Добровольческой армии в Харькове. Во главе идет командир полка полковник Б. А. Штейфон. 6 июля (22 июня ст. ст.) 1919 года

Наиболее ожесточённое сопротивление вступающим в город дроздовцам оказал на центральных улицах города красный броневик «Товарищ Артём» (командир — Е. Станкевич). Броневик был забросан гранатами, а его экипаж, состоявший из 4-х матросов, покинув машину, попытался скрыться, но был пойман дроздовцами и тут же в присутствии народа расстрелян на Николаевской площади у стены Харьковской городской думы (нынешнего городского совета). В советское и нынешнее время память экипажа броневика отмечена мемориальной доской на здании горсовета.
В экстренном выпуске харьковской газеты «Новая Россия» от 25 июня 1919 года писалось следующее о событиях предыдущего дня, 24 июня:

К 9 часам центр города был уже занят войсками Добровольческой Армии. Дальнейшему их продвижению было оказано сопротивление большевиками, засевшими на Холодной горе, где ими были установлены орудия и скрыты в зелени горы пулемёты. После недолгой перестрелки добровольцы орудийным огнём заставили замолчать батареи красноармейцев и шаг за шагом под пулемётным и ружейным огнём очистили гору от последних отрядов большевиков. Остатки красной армии отступили по Григоровскому шоссе, так как все железнодорожные пути были перерезаны ещё утром. Этим объясняется и поспешность, с которой запоздавшие комиссары покидали днём в автомобилях Харьков.
Население города оказало вступившим войскам самый радушный приём. Вступающих засыпали цветами и встречали овациями. До поздней ночи на улицах толпился народ, обсуждая события.

Основные силы Добровольческой армии вступили в город на следующее утро, 25 июня 1919 года, по открытому дроздовцами пути и высадились на Южном вокзале, захватив попутно после короткой стычки оставленные красными на вокзале бронепоезда и бронеплощадки. Затем войска проследовали парадным маршем в сторону центра города по улице Екатеринославской (нынешний Полтавский Шлях). Во главе войск шёл командир дроздовцев генерал В. К. Витковский.
Существенную роль во взятии Харькова белыми сыграл рейд Терской дивизии генерала С. М. Топоркова по тылам Красной армии. Терская дивизия взяла 15 июня 1919 года Купянск, и затем, обойдя Харьков с севера и северо-запада, отрезала сообщения харьковской группы большевиков на Ворожбу и Брянск и уничтожила несколько эшелонов подходивших подкреплений, захватив в плен большую группу комиссаров. Дивизия вышла к 21 июня на Белгородское шоссе в районе современного Лесопарка и неожиданно попыталась атаковать Харьков с севера. Но, под натиском броневиков красных она вынуждена была отступить на север, потеряв часть артиллерии и обозного имущества, в районе сел Должик и Золочев сойти в сторону с основной дороги и пропустить мимо себя большие массы советских сил, которые отступали из города на север.

## Поход на Москву. Июнь-октябрь 1919 года

### Первые дни

Главноначальствующий в Харьковской области генерал-лейтенант В. З. Май-Маевский

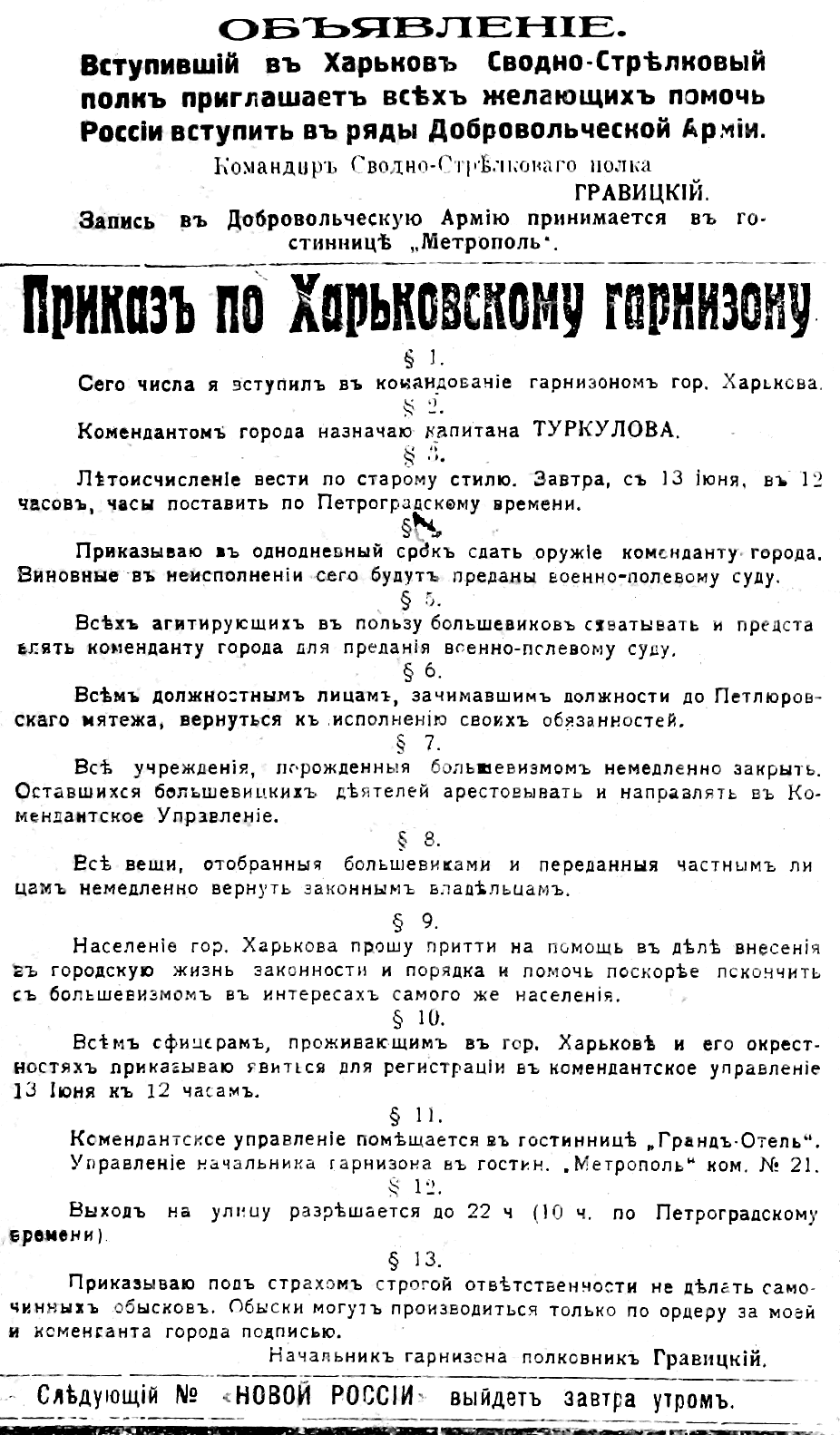
Первый приказ Гравицкого гарнизону Харькова 25 июня 1919: завтрашний день считать 13-м июня в связи с отменой григорианского и переходом на юлианский календарь

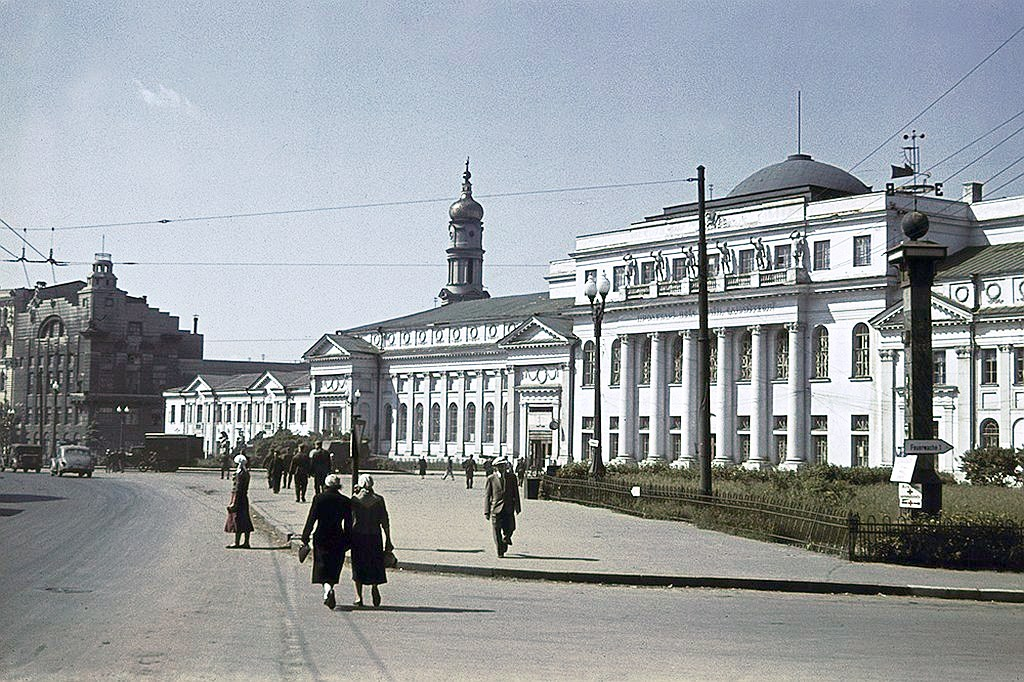
Дом дворянского собрания в Харькове на Николаевской площади (нынешняя площадь Конституции). Здесь в июне-декабре 1919 года располагалась штаб-квартира главноначальствующего Харьковской области генерал-лейтенанта В. З. Май-Маевского

25 июня 1919 года в Харьков на собственном штабном поезде прибыл командующий Добровольческой армией генерал В. З. Май-Маевский, который вступил в должность главноначальствующего в Харьковской области. Его штаб-квартира расположилась в доме Дворянского собрания.

28 июня Харьков посетил А. И. Деникин, в честь его прибытия состоялся парад. После парада Деникин присутствовал на торжественном молебне, посвящённом освобождению города, на площади перед Никольским собором. Жители города и депутации городских общественных организаций преподнесли Главнокомандующему хлеб-соль на специальном блюде, которое сейчас хранится в Центральном музее Вооружённых Сил.

Чествование генерала А. П. Кутепова в Харькове в 1919 году на одном из городских парадов ВСЮР

### Запись добровольцев в армию
Со вступлением Добровольческой армии в Харьков началась запись добровольцев в армию. Большевистская газета «Известия» сообщает, что уже первый день записи дал 1500 человек добровольцев. Буквально за несколько дней их число возросло до 10 000 человек. Историк Ю. Рябуха отмечает, что многие из рабочих Харькова записались в Добровольческую армию. Кроме них записывались юнкера, офицеры, студенты, представители буржуазии, интеллигенция. Белую армию поддерживала и большая группа милиционеров Харькова (около 260 человек), которая присоединилась к ней в городе.
Корниловец М. Н. Левитов пишет следующее:

В Харькове, когда полк [2-й Корниловский — прим.] прибыл на фронт к нам влилось столько офицеров, что взводы 1-й офицерской роты разбухли до 80 человек. Много офицеров было из народных учителей, землемеров Харьковской землеустроительной комиссии, артистов театра Корш, студентов, техников, служащих земских управ, учителей городских училищ, семинаристов.

Харьков существенно увеличил размеры Добровольческой армии. А. Деникин пишет, что если 18 мая во время боев в Каменноугольном районе армия насчитывала 9 600 бойцов, то к 3 июля, через неделю после взятия Харькова и пополнения армии горожанами и добровольцами, её численность, несмотря на боевые потери и потери от болезней, возросла до 26 000 бойцов.

### Мобилизации
В начале июля 1919 года командир 1-го Армейского корпуса генерал А. Кутепов объявил в Харьковской области приказ, согласно которому мобилизации подлежали: штаб-офицеры до 50-летнего возраста, обер-офицеры, юнкера, подпрапорщики, сверхсрочные, унтер-офицеры, вольноопределяющиеся 1-го и 2-го разрядов до 43 лет, занимавшиеся хлебопашеством до 24 лет, учащиеся, сверстники каких призваны на военную службу и прочие граждане, в том числе преподаватели до 35-летнего возраста. Мобилизации подлежали также все пленные красноармейцы, не состоявшие в большевистской партии и служившие в Красной армии бывшие офицеры, не являющиеся коммунистами. Для усиления Добровольческой армии в Харьковской области белогвардейцы проводили мобилизации среди рабочих харьковских заводов, которых отправляли на разные участки фронта, в первую очередь на богодуховский фронт.

### Прибытие Главнокомандующего и высших чинов ВСЮР в Харьков 5 июля

Титульная страница номера ежедневной харьковской газеты «Новая Россия» от 22 июня (ст. ст.) 1919 года с объявлениями о приезде в Харьков генерала Деникина.

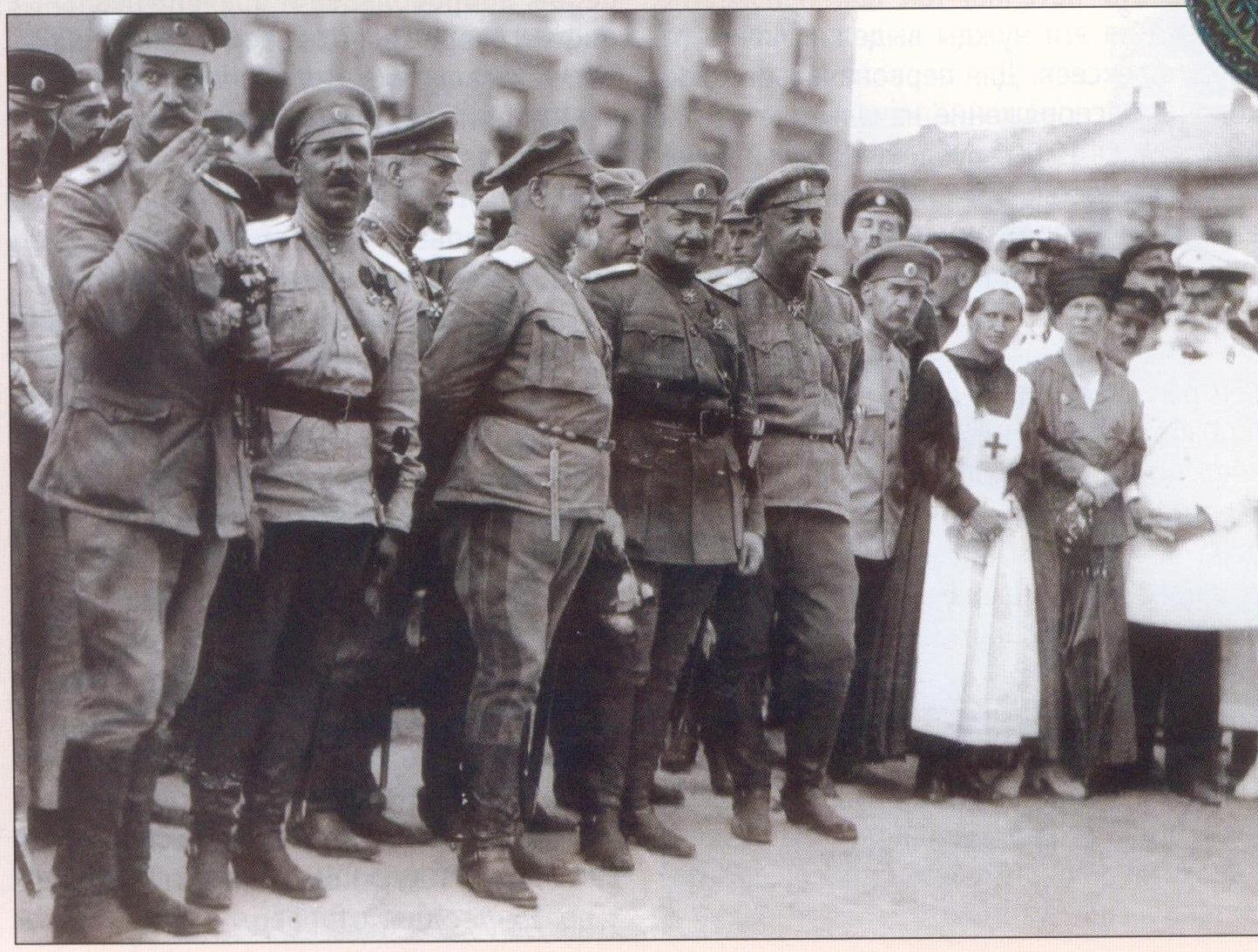
Парад добровольческих войск в Харькове 5 июля 1919 года. Соборная (нынешняя Университетская) площадь. В центре (третий слева) Главнокомандующий ВСЮР генерал Деникин, за ним по его левую руку — начальник штаба генерал Романовский

5 июля 1919 года по случаю приезда в Харьков главнокомандующего ВСЮР генерала А. И. Деникина в городе был организован ещё один парад добровольческих частей. Генерал Б. А. Штейфон, организовавший летом 1918 года харьковский центр вербовки офицеров в Добровольческую армию, покинувший город в сентябре 1918 года, и находившийся с апреля 1919 года в кадровом составе Добровольческой армии, командовал этим парадом. События парада он описывает следующим образом:

К 10 часам утра на Соборную (нынешнюю Университетскую) площадь стали стягиваться участвовавшие в параде части. С оркестрами, подтянутые, одетые во все лучшее и форменное. На правом фланге стали дроздовцы в своей красочной форме. Далее, загибая фронтом на Николаевскую площадь, выстроились белозерцы. Они имели стальные каски, захваченные в большевистских складах, и это однообразие головных уборов придавало полку воинственный и строевой вид. За Белозерским полком тянулись орудия дроздовской артиллерии и броневики. Ещё дальше — Кубанская казачья дивизия в конном строю.
Все улицы, выходящие к району парада, были заполнены толпами народа. Окна громадного здания присутственных мест, выходящие на Соборную площадь, являли пеструю, яркую картину дамских лиц и костюмов. Настроение и войск, и зрителей было приподнятое, праздничное.

На Павловской площади при большом стечении народа Деникин объявил жителям города, что 3 июля отдал приказ войскам наступать на Москву. Затем Главнокомандующий посетил спектакль в городском драматическом театре.

### Формирование новых войск в городе

#### Дроздовцы

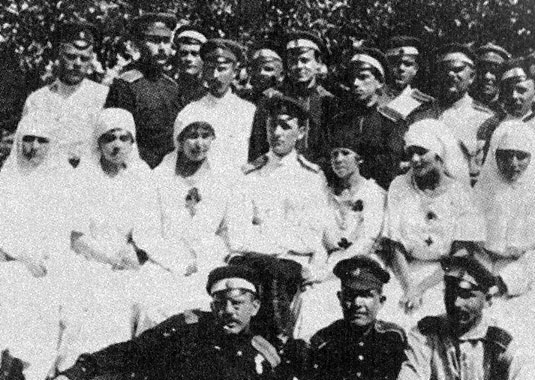
Дроздовцы в харьковском госпитале на лечении. Предположительно сад Технологического университета, лето 1919 года.

Генерал Б. А. Штейфон, организатор офицерского вербовочного центра в Харькове

Штаб дроздовцев обосновался в здании гостиницы Метрополь на Николаевской площади. После выступления дроздовских частей из города на фронт там расположилась Военная комендатура.
Генерал Борис Штейфон, занимавшийся формированием частей в Харькове в июне-июле 1919 года, так описывал этот процесс на примере Белозёрского полка, 3-й (дроздовской) дивизии:

Прием добровольцев протекал без признаков какой-либо системы. Каждая часть образовывала своё вербовочное бюро, которое и принимало всех желающих без лишних формальностей. Выбор части зависел исключительно от желания поступающих, причем это желание являлось зачастую следствием чисто внешних впечатлений. Одних соблазняла нарядная форма дроздовцев, у других оказывались знакомые в артиллерии. Убежден, например, что большое число добровольцев, записавшихся в Белозерский полк, объясняется главным образом тем обстоятельством, что на параде в день приезда главнокомандующего белозерцы произвели впечатление своими касками. Что же касается офицеров, то, насколько я мог судить, их привлекал Белозерский полк, как полк прежней императорской армии.

#### Корниловцы
(Основная статья 3-й Корниловский ударный полк)

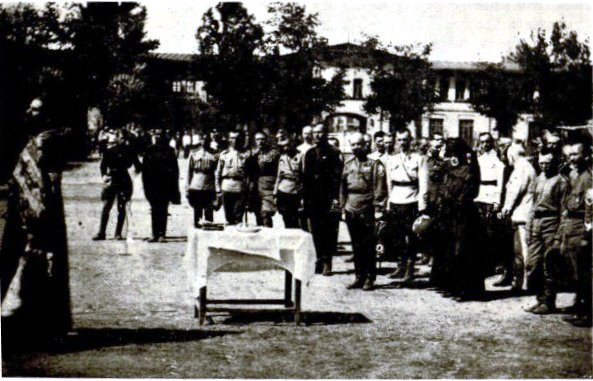
Генерал А. П. Кутепов на молебне в Харькове перед отправкой 3-го Корниловского ударного полка на фронт. 31 августа 1919 года. Конная площадь.

30 июля 1919 года в Харьков на перегруппировку прибыл 2-й Корниловский ударный полк, разместившийся в казармах Тамбовского полка. Полк простоял в городе до 4 августа, а затем выдвинулся на фронт в район станции Томаровка (нынешняя Белгородская область).
2 августа в город также был отведён с фронта для восстановления понесший значительные потери 1-й Корниловский ударный полк. 3 августа состоялся совместный парад 1-го и 2-го Корниловских полков, который принимали генерал В. З. Май-Маевский и командир 1-го Армейского корпуса генерал А. П. Кутепов.
Из Харькова берет начало 3-й Корниловский ударный полк, который был сформирован в городе 27 августа 1919 года на базе офицерских кадров при участии учебной команды 1-го Корниловского ударного полка и 1-й офицерской имени генерала Корнилова роты. В состав полка кроме офицеров вошла также группа добровольцев из числа рабочих Паровозостроительного завода численностью около 300 человек. Полк во время пребывания в Харькове квартировался на Змиевских казармах, располагавшихся в районе нынешней станции метро «Проспект Гагарина». Позднее этот полк, отправившись на фронт в составе около 1900 штыков, окажется полностью разбитым советскими войсками 19 декабря 1919 года в лесах севернее Змиёва при отступлении, что в нескольких километрах от Харькова. В полку останется 86 человек личного состава.

#### Марковцы
Марковские части формировались в Харькове на Москалёвке в казармах бывшего Пензенского полка. 14 сентября 1919 года, в Харьков прибыла группа из 60-70 офицеров-марковцев во главе с полковником Наумовым для формирования 2-го Марковского полка. Особых успехов добиться не удалось, штаб армии не выделял необходимого, и часть формировалась по остаточному принципу. 20 сентября Добровольческой армией был взят Курск, и марковские части из Харькова перебазировались туда 25 сентября, где и начали усиленно формировать полк.

#### Другие
В Харькове формировались также некоторые бронепоездные части Добровольческой армии, а также автоброневые дивизионы.

## В месяцы отступления. Октябрь — декабрь 1919 года

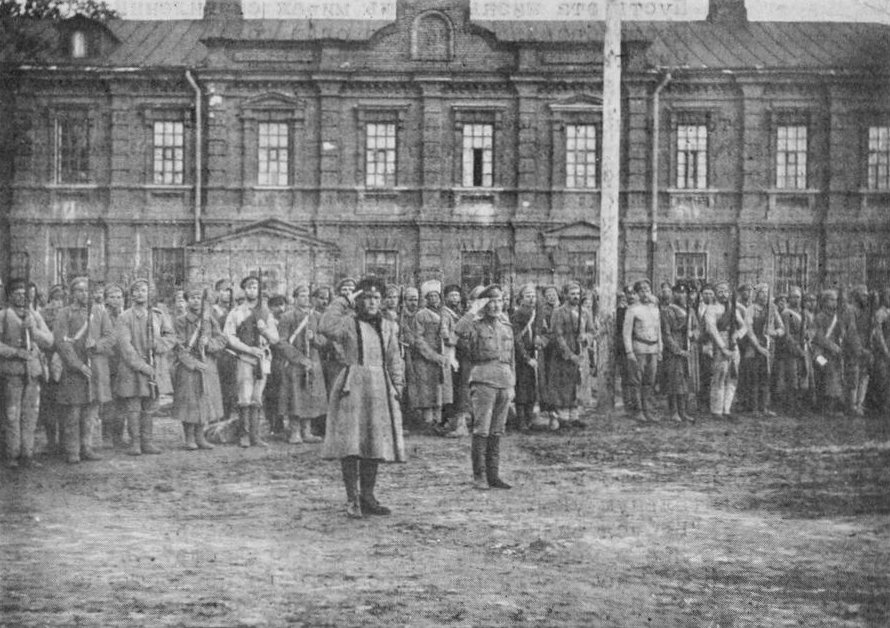
Запасный батальон 3-го Корниловского ударного полка отправляется на фронт, Змиевские казармы (р-н проспекта Гагарина). Осень 1919 года.

В октябре 1919 года ситуация на фронте переломилась. Армии Вооруженных сил Юга России под натиском сил РККА начали отходить на Юг. Харьков постепенно снова начал превращаться в прифронтовой город. Формирование новых частей тормозилось, войска неохотно отправлялись на фронт, предпочитая оставаться в уютном тылу. Вербовка новых добровольцев становилась все более неэффективной. Подполковник В. Е. Павлов, и.о командира 3-го марковского полка так описывает увиденную обстановку в городе в начале декабря 1919 года:

В Харькове собралась группа в 20-30 марковцев, возвращавшихся из отпусков, командировок, госпиталей. Разговоры о положении на фронте и в тылу. Тревога за фронт, за свои части, тревога и от все усиливающегося зелёного движения в тылу.

## Отступление Добровольческой армии из Харькова

### Эвакуация штабов и учреждений
Главный редактор харьковской газеты «Новая Россия», профессор Харьковского университета и общественный деятель В. Х. Даватц, в январе 1920 года, будучи в Ростове, так описывает ситуацию в городе в момент отъезда:

А ведь почти только месяц тому назад [Даватц эвакуировался из Харькова 25 ноября 1919 года — прим.] я сидел в качестве члена Управы в Харькове, который судорожно сжимался от наступающих красных. Встречались, говорили, что-то делали, что-то подписывали, а сами думали: как уехать? как бы не застрять в этой сутолоке «разгрузки».

Штаб Добровольческой армии во главе с В. З. Май-Маевским эвакуировался из города 10 декабря. Как пишет П. Н. Врангель, с оставлением штабом харьковского телефонного узла нарушилась связь между частями. В последние 2 дня перед оставлением Харьков эвакуация происходила хаотически, не функционировал городской транспорт, нарушилось железнодорожное сообщение. Усложняли ситуацию попытки восстаний в городе, предпринимаемых большевистским подпольем.

### Попытки организации обороны
Харьков в декабре 1919 года от наступающих частей РККА обороняли силы Добровольческого (1-го Армейского) корпуса генерала А. П. Кутепова. Основное сопротивление отступающие части ВСЮР оказывали северо-восточнее города. При отступлении сил Белого движения из Харькова 6-12 декабря город крупными силами не оборонялся и был отдан практически без боя. Некоторые отступающие части делали попытки осуществлять только локальное сопротивление.

#### Алексеевцы и марковцы
Алексеевские части, отступая, в Харьков не попали, обогнув его с востока. Марковские части при отступлении с севера в середине декабря 1919 года прошли преимущественно восточнее города, через село Рогань. Часть войск марковской пехотной дивизии под прикрытием бронепоезда «Грозный» была вывезена из города в ночь с 11 на 12 декабря эшелонами с Южного вокзала в сторону Изюма.

#### Корниловцы
Корниловцы отступали через центральные районы Харькова.
Маршрут пути 1-го Корниловского ударного полка через город при отступлении в деталях не сохранился. Будучи наиболее ослабленным боевыми потерями, полк действовал в целом в составе Корниловской дивизии.
7 декабря 1919 года в Харькове выгрузился отступивший из Белгорода 2-й Корниловский ударный полк. С 7 по 11 декабря в полку шли усиленные занятия и разбивка по ротам. Его командир полковник Пашкевич прибыл в город 4 декабря и сумел набрать в городе для своего подразделения 300 человек пополнения. 12 декабря полк через Безлюдовку отступил на юг от Харькова.
Утром 12 декабря в Харьков со стороны села Липцы вошёл также отступающий 3-й Корниловский ударный полк. Заняв восточную часть города, он выставил сторожевое охранение в городе, прикрывая отходящие части. Около 15 часов того же дня полк оставил город, и отошёл по Чугуевскому шоссе в хутор Залкин, где и заночевал. 13 декабря полк вышел в сторону Рогани, далее на село Старая Покровка и покинул территорию современного Харькова.

#### Дроздовцы
Дроздовские части отступали последними западнее Харькова, в основном через Люботин на Мерефу. В Мерефе основные дроздовские силы встретились с Самурским и 2-м Дроздовским конным полками, а также конной дивизией И. Г. Барбовича, 13 декабря попали в окружение красных и пробивались из окружения с боем.

## Итог
12 декабря 1919 года в Харьков вошли войска РККА и период пребывания Добровольческой армии в городе завершился.